# إليز شامبين
إليز شامبين هي صحفية وكاتِبة بلجيكية، ولدت في 14 أغسطس 1897 في لياج في بلجيكا، وتوفي بنفس المكان في 12 نوفمبر 1983.